# West Point (Nebraska)
West Point település az Amerikai Egyesült Államok Nebraska államában, Cuming megyében, melynek megyeszékhelye is. Lakosainak száma 3500 fő (2020. április 1.).

## Népesség
A település népességének változása:

| 2010 | 3 364 |
| 2020 | 3 500 |